# Coelichneumonops walkleyae
Coelichneumonops walkleyae là một loài tò vò trong họ Ichneumonidae.